# Polygala natalensis
Polygala natalensis är en jungfrulinsväxtart som beskrevs av Chod.. Polygala natalensis ingår i släktet jungfrulinssläktet, och familjen jungfrulinsväxter. Inga underarter finns listade i Catalogue of Life.